# جيم كول (لاعب كرة قدم أمريكية)
جيم كول (بالإنجليزية: Jim Cole)‏ هو لاعب كرة قدم أمريكية أمريكي، ولد في 26 أكتوبر 1952.